# Оксалат висмута
Оксалат висмута — неорганическое соединение, 
соль висмута и щавелевой кислоты с формулой Bi2(C2O4)3,
бесцветные кристаллы,
не растворяется в воде,
образует кристаллогидраты.

## Получение
- Действие щавелевой кислоты на подкисленный раствор нитрата висмута:

{\displaystyle {\mathsf {2Bi(NO_{3})_{3}+3H_{2}C_{2}O_{4}\ {\xrightarrow {}}\ Bi_{2}(C_{2}O_{4})_{3}\downarrow +6HNO_{3}}}}

## Физические свойства
Оксалат висмута образует бесцветные кристаллы.
Образует кристаллогидраты состава Bi2(C2O4)3•n H2O, где n = 6 и 7
и сольват состава Bi2(C2O4)3•H2C2O4.
Не растворяется в воде.